# Bischofsburg Warbeck
Die Bischofsburg Warbeck (estnisch Uue-Kastre piiskopilinnus) war eine im 14. Jahrhundert errichtete Burg des Bistums Dorpat, des heutigen Tartu in Estland. Die Burg lag am Unterlauf des Embach (Emajõgi).

## Geschichte

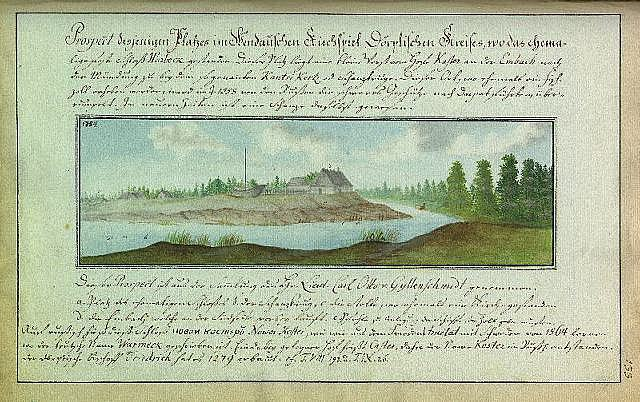
Zeichnung von 1784. Johann Christoph Brotze

Die Burg war eine Zollstelle des Embachs und damit der Passage zwischen Dorpat und dem Peipussee. Vermutlich wurde die Burg um 1392 errichtet, in welchem Jahr es im Vertrage zwischen den Abgeordneten der Hanse und den Nowgorodern heißt: „de balke de over Embeke licht vor Werbeke“. Danach befand sich bei der Burg ein Balken, um zu verhindern, dass Schiffe unbemerkt den Zollpunkt passieren könnten. Der Name leitet sich vermutlich von dieser Funktion her (Weerbeke = Bachwehr).
Der Grundriss der Burg wurde durch Umbauprojekte im 15.–16. Jahrhundert stark verändert. Danach dominierte hier ein großer, für Feuerwaffen berechneter Turm, der im späten Mittelalter den Schutz des Flusses nach Osten hin übernahm. Im Jahr 1558 wurde die Burg von russischen Truppen zerstört. 1704 fand eine Schlacht auf dem Fluss zwischen der schwedischen und der russischen Flotte nahe der Burg statt.
Die Burg wurde in den Kriegen des 17. Jahrhunderts zerstört. Heute befindet sich auf dem Gelände der Burg das Emajõe-Suursoo-Naturerlebniszentrum.